# اچ‌ام‌اس وارانگیان (پی۶۱)
اچ‌ام‌اس وارانگیان (پی۶۱) (به انگلیسی: HMS Varangian (P61)) یک زیردریایی بود که طول آن ۶۰ متر (۱۹۶ فوت ۱۰ اینچ) بود. این زیردریایی در سال ۱۹۴۳ ساخته شد.